# (1102) Pepita
(1102) Pepita es un asteroide perteneciente al cinturón de asteroides descubierto el 5 de noviembre de 1928 por José Comas y Solá desde el observatorio Fabra de Barcelona, España.

## Designación y nombre
Pepita recibió inicialmente la designación de 1928 VA.
Posteriormente se nombró en honor del descubridor usando un hipocorístico femenino de su nombre de pila.

## Características orbitales
Pepita está situado a una distancia media del Sol de 3,067 ua, pudiendo alejarse hasta 3,416 ua y acercarse hasta 2,719 ua. Tiene una inclinación orbital de 15,79° y una excentricidad de 0,1137. Emplea en completar una órbita alrededor del Sol 1962 días.